# ...Ich töte mich jedesmal aufs Neue, doch ich bin unsterblich, und ich erstehe wieder auf; in einer Vision des Untergangs...
...Ich töte mich jedesmal aufs Neue, doch ich bin unsterblich, und ich erstehe wieder auf; in einer Vision des Untergangs... è l'album di debutto della band darkwave tedesca Sopor Aeternus & The Ensemble of Shadows, prodotto nel 1994.

## Tracce
1. "Travel on Breath (the Breath of the World)" – 3:46
2. "Falling into different Flesh" – 5:14
3. "Birth - Fiendish Figuration" – 5:00
4. "Tanz der Grausamkeit" – 5:37
5. "Im Garten des Nichts (a secret Light in the Garden of my Void)" – 10:51
6. "Time stands still... (...but stops for no-one)" – 8:42
7. "Do you know my Name ? (Falling... - reprise)" – 4:17

### Tracce in ristampe successive
1. "Travel on Breath (the Breath of the World)" – 3:46
2. "Falling into different Flesh" – 5:14
3. "Birth - Fiendish Figuration" – 5:00
4. "Tanz der Grausamkeit" – 5:37
5. "Im Garten des Nichts (a secret Light in the Garden of my Void)" – 10:51
6. "Time stands still... (...but stops for no-one)" – 8:42
7. "Do you know my Name ? (Falling... - reprise)" – 4:17
8. "Penance & Pain" – 6:21
9. "Holy Water Moonlight" – 5:49
10. "Beautiful Thorn" – 5:00
11. "The Feast of Blood" – 2:37
12. "Dark Delight" – 4:46
13. "Baptisma" – 4:45
14. "Birth - Fiendish Figuration ("The inner Hell" - orig. demo)" – 5:28